# Брикеразио
Брикеразио (итал. Bricherasio, пьем. Bricheras, окс. Bricairàs) — коммуна в Италии, располагается в регионе Пьемонт, в провинции Турин.
Население составляет 4322 человека (2008 г.), плотность населения составляет 191 чел./км². Занимает площадь 23 км². Почтовый индекс — 10060. Телефонный код — 0121.
В коммуне 15 августа особо празднуется явление Вознесения Девы Марии.

## Демография
Динамика населения:

## Города-побратимы
- Бель-Виль, Аргентина (1998)
- Шорж, Франция (2003)

## Администрация коммуны
- Официальный сайт: http://www.comune.bricherasio.to.it/